# Unisphere
Unisphere, også kendt som Globitron, er en 12 etager høj gengivelse af Jorden i rustfrit stål. Den er beliggende i Flushing Meadows–Corona Park i Queens, New York City i USA.
Unisphere blev bygget for at fejre begyndelsen på rumalderen, og var et symbol for temaet på Verdensudstillingen i New York i 1964 til 1965. Temaet på Verdensudstillingen var "Fred gennem forståelse", og Unisphere repræsenterer gensidig global afhængighed. Den var dedikeret til "Menneskehedens opnåelser på en stadig mindre klode i et stadig større univers".
Landskabsarkitekten Gilmore D. Clarke designede Unisphere, der blev doneret af United States Steel Corporation. Den er verdens største konstruktion af en globus, er 42 meter høj og vejer 315 ton. Dens diameter er 36,57 meter.
Under Verdensudstillingen var der om natten arrangeret lys, der skulle gengive sollysets daglige bevægelse på jordoverfladen. Desuden var verdens hovedstæder markeret med specialdesignede lyspærer.
Unisphere er omkranset af tre store ringe, der menes at repræsentere to personer og en satellit, der er i kredsløb om Jorden, hhv. Jurij Gagarin (den første mand i rummet), John Glenn (den første amerikaner i kredsløb om Jorden) og Telstar (den første aktive kommunikationssatellit).
Unisphere blev renoveret i 1989, hvor der blev foretaget adskillige reparationer af konstruktionen.